# ان‌جی‌سی ۱۹۰
ان‌جی‌سی ۱۹۰ (انگلیسی: NGC 190) نام یک کهکشان در صورت فلکی ماهی است.